# Nowy Świat (Dobrzyca)
Nowy Świat – część miasta Dobrzyca, w województwie wielkopolskim, w powiecie pleszewskim, w gminie Dobrzyca. Położona jest ok. 1,5 km. na południe od centrum Dobrzycy. Osiedle to ma status samodzielnego sołectwa. Zamieszkiwane jest przez ok. 700 osób.